# ستيف جينينغز
ستيف جينينغز (بالإنجليزية: Steve Jennings)‏ (28 أكتوبر 1984 بليفربول في المملكة المتحدة - ) هو لاعب كرة قدم بريطاني في مركز الوسط. لعب مع بورت فايل وكوفنتري سيتي ونادي إيفرتون ونادي ترانمير روفرز لكرة القدم ونادي ماذرويل ونادي هيرفورد ونادي بارو.

## وصلات خارجية
- ستيف جينينغز على موقع قاعدة بيانات كرة القدم.إي يو (الإنجليزية)
- ستيف جينينغز على موقع Soccerbase.com (لاعب) (الإنجليزية)
- ستيف جينينغز على موقع Soccerway.com (الإنجليزية)
- ستيف جينينغز على موقع عالم كرة القدم.نت (الإنجليزية)